# 東貝爾法斯特 (英國國會選區)

東貝爾法斯特在北愛爾蘭的位置

東貝爾法斯特（英語：Belfast East），英國國會一自治市選區，位於北愛爾蘭貝爾法斯特東部，並包括卡斯爾雷區一部，創設於1922年。
2010年大選中，中間派的北愛爾蘭聯盟黨的內奧米·郎以37.2%選票，擊敗自1979年以來任當區議員的彼得·羅賓遜（北愛民主統一黨），打破當地親英派長期佔優的局面。但2015年後又回復由民主統一黨人（加文·羅賓遜）佔優的局面。